# 装いの街
『装いの街』は、TBS系「東芝日曜劇場」枠にて1979年1月21日に放送されたテレビドラマ。後に映画として劇場公開もされた。

## キャスト
- 和可子（三田佳子）
- 可代子（薬師丸ひろ子）
- 安造（土屋嘉男）
- 増村（井上順）
- その他の出演：園佳也子など

## スタッフ
- プロデューサー：石井ふく子
- 脚本：田井洋子
- 演出：鴨下信一
- 音楽：山下毅雄

## 備考
- ドラマ『装いの街』への出演交渉を受けた時、薬師丸はマネージャーなしで1人、プロデューサーの石井ふく子を訪ね、台本の疑問点の確認をする[2]。そのことに石井は感心したという逸話がある[2]。
- 撮影現場には家族もめったに呼ばないのに、自宅近くの原宿でロケがあったため、近隣の人たちに見られたことが薬師丸は辛かった[3]。